# Kangoeroes Basket Mechelen in het seizoen 2021/22
Het seizoen 2021/2022 was het 13e jaar in het bestaan van de Mechelse basketbalclub Kangoeroes Basket Mechelen sinds de fusie in 2009. 

## Verloop
De club kwam uit in de nieuw opgerichte basketbalcompetitie van Nederland en België, de BNXT League. Mechelen verloor in de kwartfinale van de BNXT League waar ze onderuit gingen tegen Donar. Mechelen verloor van de Antwerp Giants in de kwartfinale van de beker van België. Ze slaagden erin om de finale te bereiken in het landskampioenschap maar verloren daarin van BC Oostende.

## Ploeg
Antwerp Giants ·
Apollo Amsterdam ·
Aris Leeuwarden ·
BAL ·
Union Mons-Hainaut ·
Den Helder Suns ·
Donar ·
Feyenoord ·
Heroes Den Bosch ·
Kangoeroes Basket Mechelen ·
Landstede Hammers ·
Leuven Bears ·
Liège Basket ·
Limburg United ·
Okapi Aalst ·
Oostende ·
Phoenix Brussels ·
Spirou Charleroi ·
The Hague Royals ·
Yoast United ·
ZZ Leiden